# Chiesa di Santa Croce (Venezia, Giudecca)
La chiesa di Santa Croce o chiesa della Croce è un edificio religioso, oggi sconsacrato, della città di Venezia, situato presso l'isola della Giudecca. Faceva parte di un monastero benedettino.

## Storia
La località su cui sorse il monastero era in passato paludosa e inadatta all'insediamento umano. I primi riferimenti risalgono al XIV secolo: nel 1328 il Maggior Consiglio concedeva questi luoghi a vari privati perché le rendessero abitabili; nel 1330 gran parte delle paludi sino al vicino monastero di San Giorgio Maggiore venivano assegnati al monastero di Santa Croce rappresentato dalla badessa Giacomina Paoni, con l'obbligo di regalare annualmente al doge un paio di guanti di camozza (camoscio) e di bonificare i terreni ampliando il monastero nel giro di tre anni.
Vista la povertà del luogo, inizialmente il monastero non poté giovare di grosse rendite, ma riuscì comunque ad arricchirsi attraverso varie donazioni. Nel 1435, papa Eugenio IV, patrizio veneziano, concedeva l'indulgenza plenaria a chiunque si fosse adoperato per risolvere la penuria delle monache, e qualche anno dopo univa al monastero l'abbazia benedettina di San Giorgio di Fossano con le sue dipendenze, inclusa la chiesa di San Cipriano a Sarzano (Rovigo).
Le monache erano particolarmente note per le loro virtù e moralità, tant'è che nel 1434 il vescovo di Castello Lorenzo Giustiniani ne trasferì tre a San Servolo per correggere la scostumatezza della locale abbazia. Il vescovo provò a ripetere l'esperimento anche a Sant'Angelo di Contorta ma, non avendo qui sortito gli stessi felici effetti, si rivolse a papa Sisto IV che, con un diploma, sopprimeva il monastero e ne trasferiva le religiose a Santa Croce.
Ancora Sisto IV donava al monastero il convento domenicano di San Domenico a Toscolano, abbandonato dai Predicatori, e le chiese di Santa Felicita a Romano e di San Giorgio a Castelfranco, già appartenute ai Gerolamini. L'ultima donazione si ebbe da Giulio II che assegnava la parrocchia di Santa Maria di Non (attuale frazione di Curtarolo).
Il 28 giugno 1426 entrò in monastero la diciassettenne Eufemia Giustiniani, nipote del vescovo Lorenzo Giustiniani, poi primo patriarca di Venezia e santo. Quest'ultimo si recò spesso a visitare il monastero e la parente e l'11 giugno 1444 la nominò badessa, succedendo a suor Paola. A Eufemia furono attribuiti eventi soprannaturali se non miracoli e fu poi nominata beata. La beata Illuminata Bembo è stata anche in questa chiesa.
Quando Venezia fu assoggettata a Napoleone, il monastero fu soppresso e divenne una casa di correzione che arrivò ad ospitare diverse centinaia di detenuti. Fu poi un magazzino per la raccolta del tabacco. Attualmente gli edifici del convento fanno parte della Casa carceraria del lavoro mentre della chiesa esiste solo la facciata.

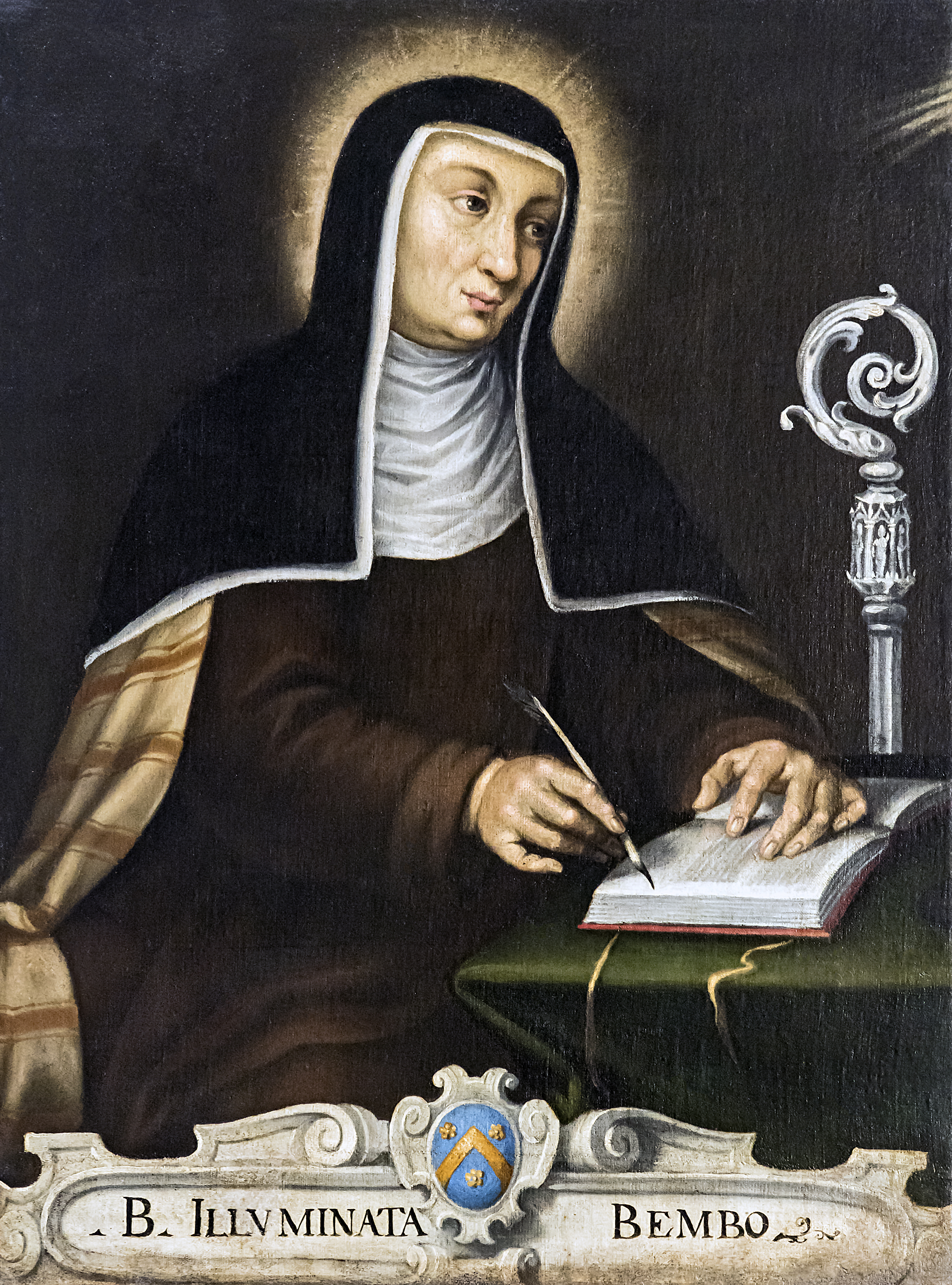
Illuminata Bembo
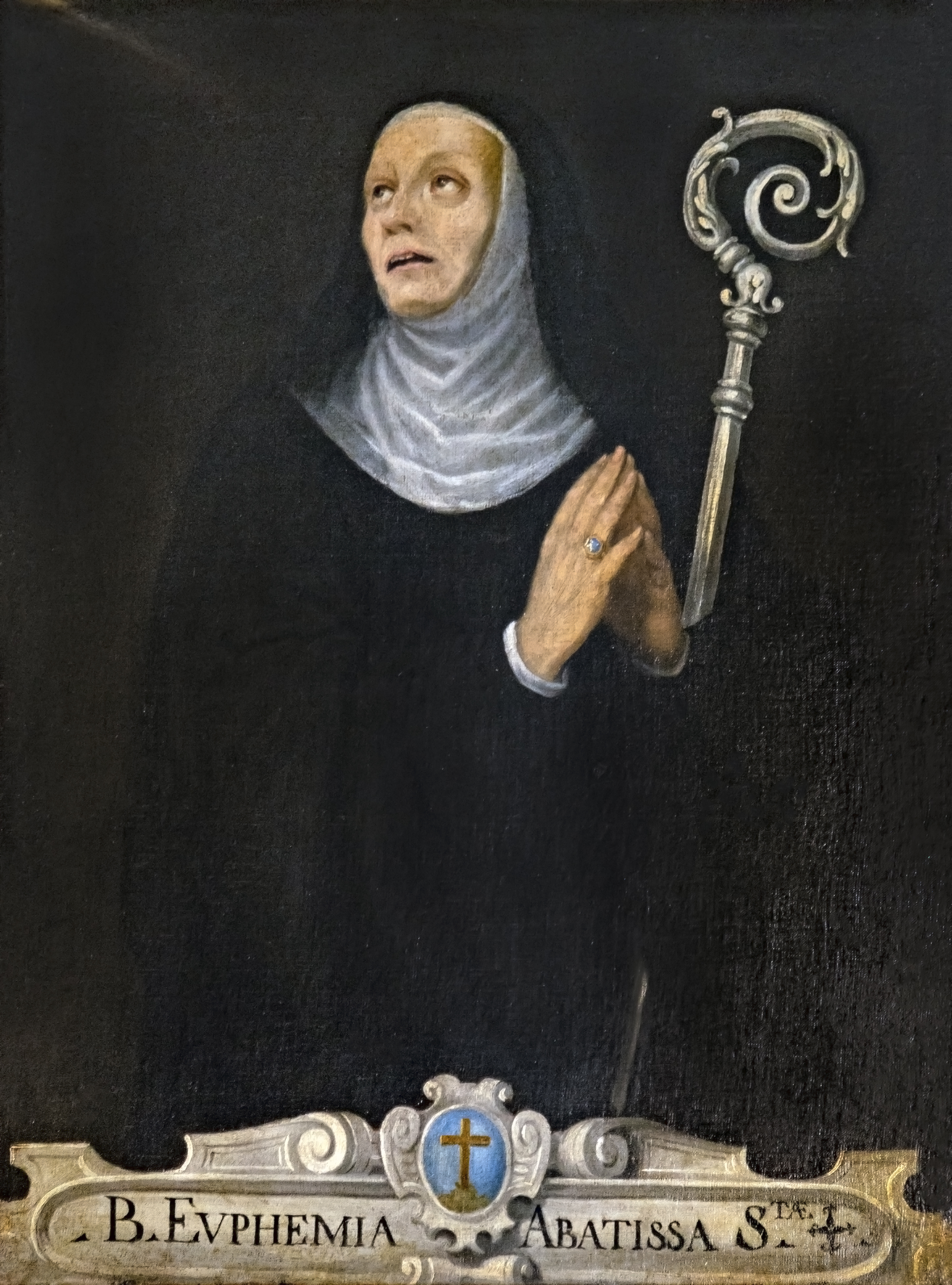
Eufemia Giustiniani
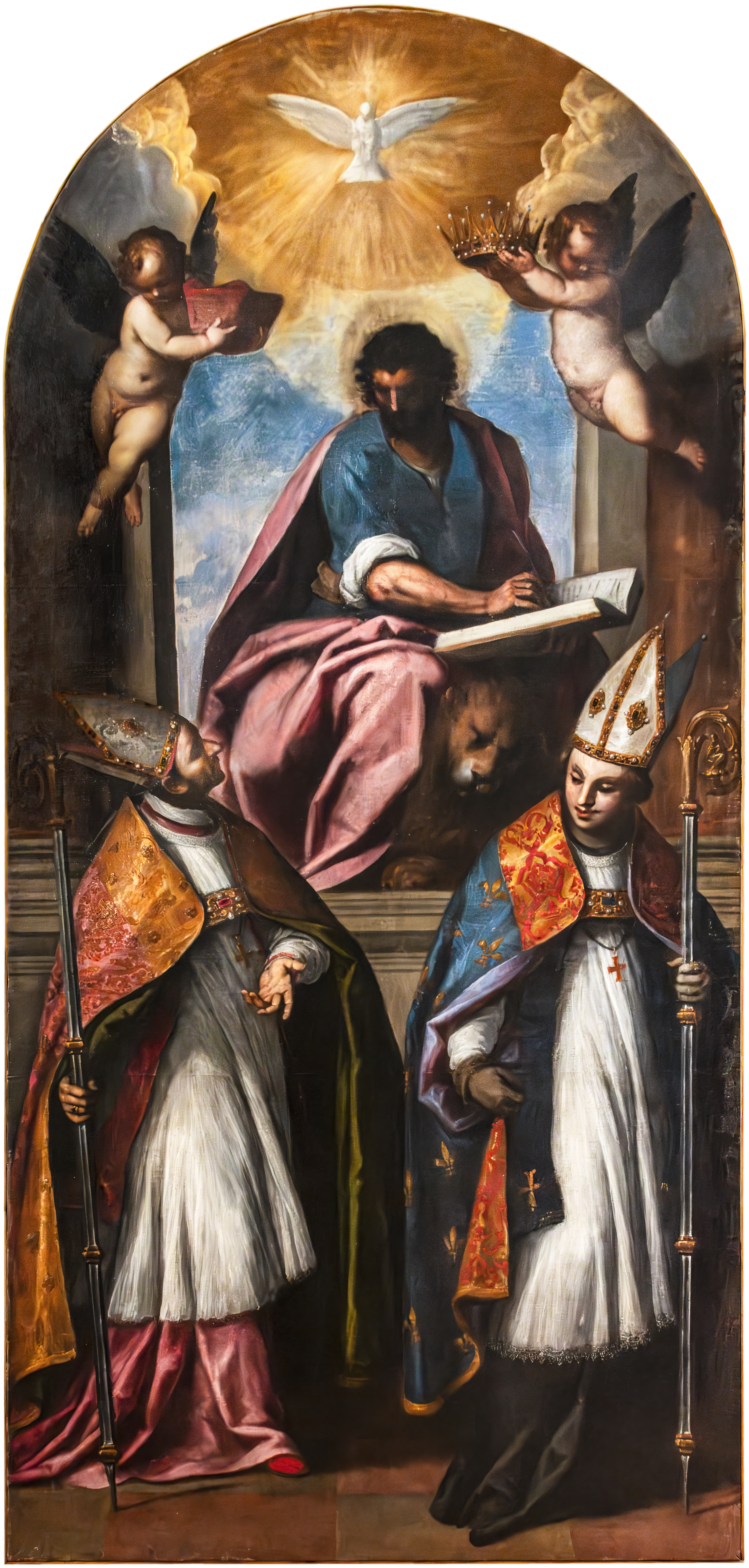
San Marco in trono con i santi Carlo Borromeo e Ludovico di Tolosa - Palma il Giovane